# Permanganato di potassio

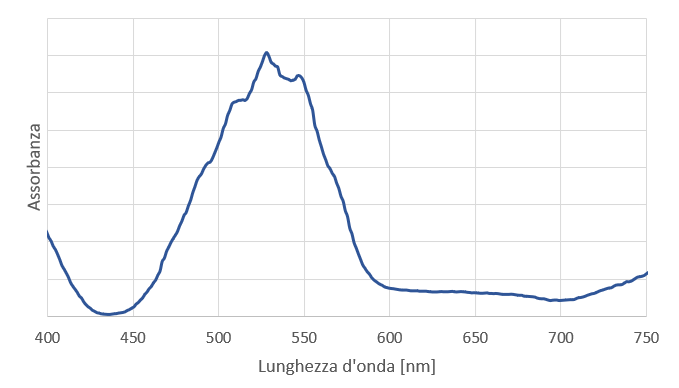
Spettro VIS qualitativo del permanganato di potassio.

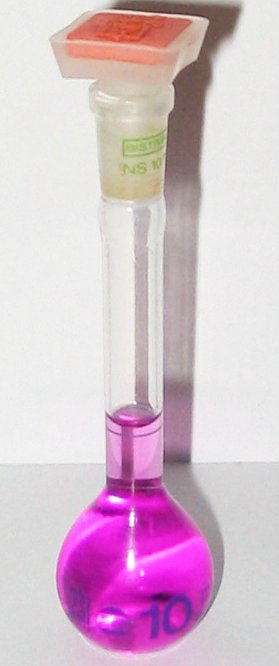
Matraccio contenente una soluzione di KMnO_{4} in acqua

Il permanganato di potassio o potassio permanganato è il composto inorganico che detiene la formula KMnO4. In condizioni normali è un solido cristallino dal tipico colore viola scuro. In questo composto il manganese è nello stato di ossidazione +7. È un ossidante molto energico, importante prodotto industriale. Nel 2008 ne sono state prodotte circa 50000 tonnellate.

## Storia
Il permanganato di potassio fu ottenuto per la prima volta nel 1659 da Johann Rudolph Glauber. Egli descrisse nel suo trattato Dess Teutschlands Wohlfahrt la fusione di una miscela di pirolusite (minerale di diossido di manganese, MnO2) e di carbonato di potassio; il materiale viola ottenuto, una volta sciolto in acqua, diede una soluzione che col tempo cambiò colore passando dal blu al rosso al verde. Vari altri scienziati osservarono simili variazioni di colore, e il composto fu chiamato mineral chameleon, senza riuscire a chiarire il motivo di tale comportamento. Solo nel 1830-1832 Eilhard Mitscherlich determinò le formule del manganato e permanganato di potassio. Negli anni cinquanta dell'Ottocento il chimico londinese Henry Bollmann Condy pose in vendita soluzioni di permanganato per usi disinfettanti brevettandole con il nome fluido di Condy. Dal 1862 il permanganato di potassio venne commercializzato su larga scala diventando in breve tempo un importante prodotto industriale.

## Sintesi
La maggior parte del permanganato di potassio viene prodotto industrialmente a partire da minerali contenenti diossido di manganese (principalmente pirolusite). Il minerale triturato viene dapprima fuso in miscela con idrossido di potassio e aria o ossigeno. In queste condizioni fortemente alcaline il manganese si ossida da MnIVO2 a manganato di potassio K2MnVIO4 :
{\displaystyle {\ce {2MnO2 + 4 KOH + O2 -> 2 K2MnO4 + 2 H2O}}}
Successivamente l'ossidazione da manganato(VI) a permanganato(VII) viene effettuata tramite un processo elettrolitico di ossidazione in ambiente alcalino:
{\displaystyle {\ce {2 K2MnO4 + 2 H2O -> 2KMnO4 + 2KOH + H2}}}
Su scala di laboratorio si può fondere MnO2 con KOH e un ossidante come KNO3. Si produce così lo ione manganato(VI) di colore verde, che dà disproporzione in soluzione neutra o acida:
{\displaystyle {\ce {3 MnO4^2- + 4 H+ -> 2 MnO4- + MnO2 + 2 H2O}}}
In soluzione acquosa i sali di Mn(II) possono essere direttamente ossidati a permanganato con ossidanti molto forti come PbO2, Na2S2O8 oppure NaBiO3.

## Struttura
Il permanganato di potassio forma cristalli ortorombici, gruppo spaziale Pnma, con costanti di reticolo a = 910,5 pm, b = 572,0 pm e c = 742,5 pm, con quattro unità di formula per cella elementare. Ogni atomo di manganese è circondato da quattro atomi di ossigeno con geometria tetraedrica. La distanza media Mn–O è 162,9 pm. KMnO4 risulta isostrutturale con KClO4.

## Proprietà e reattività
Il permanganato di potassio solido è stabile, ma deve essere conservato in ambiente privo di umidità e al riparo dalla luce, per cui si usano abitualmente bottiglie di vetro ambrato. Il colore viola molto intenso è dovuto a bande di trasferimento di carica O → Mn. KMnO4 si decompone per riscaldamento oltre 200 °C rilasciando ossigeno. In soluzione acquosa si decompone lentamente lasciando un deposito di MnO2. Anche in solventi organici la stabilità è limitata dato che il permanganato finisce con l'ossidare il solvente.
Lo ione permanganato è un forte ossidante sia in soluzione acida che in soluzione basica, come dimostrato dalle semireazioni:
MnO4− + 8 H+ + 5 e− ⇄  Mn2+ + 4 H2O     E° = +1,51 V
MnO4− + 2 H2O + 3 e− ⇄  MnO2 + 4 OH−     E° = +1,23 V

## Usi
Gli usi del permanganato di potassio sono legati alle sue proprietà ossidanti, avvantaggiandosi del fatto che dopo l'uso il permanganato non lascia residui tossici.

### Applicazioni ambientali
L'uso principale del permanganato di potassio è nei trattamenti delle acque. Nelle acque potabili si utilizza per rimuovere ferro, manganese e composti organici alogenati. Nelle acque di scarico rimuove solfuro di idrogeno e altri composti organici tossici e inquinanti.

### Sintesi organica
Il permanganato di potassio è usato industrialmente per la sintesi o per la purificazione di vari composti organici, tra i quali acido L-ascorbico, cloramfenicolo, acido pirazinoico e saccarina, metanolo, acido acetico, caprolattame e adiponitrile.

### Medicina
Il permanganato di potassio è uno dei farmaci considerati essenziali dall'Organizzazione mondiale della sanità. Viene usato per trattare varie lesioni elementari della cute come tricofitosi, impetigine, pemfigo, ferite superficiali, dermatite e ulcere tropicali. Viene usato anche per controllare i parassiti dei pesci.

### Chimica analitica
Essendo un forte ossidante KMnO4 è ampiamente usato in chimica analitica nelle titolazioni di ossido-riduzione (permanganatometria). Il colore viola dello ione MnO4− scompare quando si raggiunge il viraggio, rendendo superfluo l'uso di un indicatore. Un esempio particolarmente noto è la determinazione dell'ossidabilità secondo Kubel di un campione di acqua.
Il Permanganato viene inoltre spesso sfruttato per dimostrazioni sulla spettrofotometria UV-VIS, ha la sua massima assorbanza intorno a 527-529 nm.

### Altri impieghi
Il permanganato di potassio ha vari altri impieghi, tra i quali il trattamento superficiale di acciai, l'incisione di gomma e plastica e la decolorazione di tessuti.

## Tossicità / Indicazioni di sicurezza
Il composto ha una tossicità acuta relativamente bassa, ma a causa delle sue proprietà ossidanti è fortemente irritante per gli occhi, per le vie respiratorie, per la pelle e per ingestione. Non ci sono dati che indichino proprietà cancerogene. È fortemente tossico per le acque con effetti di lunga durata. Per le sue proprietà ossidanti può reagire in modo anche esplosivo con sostanze organiche in genere e composti inorganici facilmente ossidabili.